# Wilhelm Hager

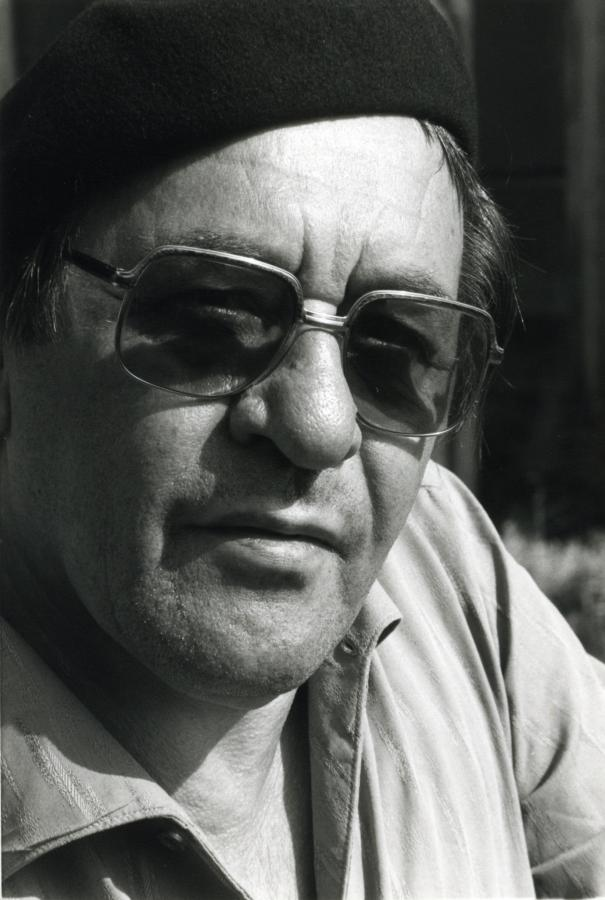
Wilhelm Hager.

Wilhelm Hager (* 26. Mai 1921 in Karlsbad, Tschechoslowakei; † 14. Oktober 2006 in Illingen) war ein deutscher Bildhauer und Kunstmaler.

## Biografie
Wilhelm Hagers künstlerische Ausbildung beginnt im Jahre 1935 in der staatlichen Fachschule für Porzellanindustrie in Karlsbad. Im Atelier des väterlichen Freundes Wilhelm Srb-Schloßbauer trifft er auf Walther Klemm und kommt 1937 als Stipendiat nach Weimar zu Klemm an die Hochschule für Baukunst, bildende Kunst und Handwerk (heute Bauhaus-Universität Weimar).
Nach der Eingliederung des Sudetenlandes und dem Verlust seines Auslandsstipendiums wird Hager 1939 Werkstudent in Berlin. Wegen Differenzen mit Arno Breker verlässt er die Hochschule für bildende Kunst in der Hardenbergstraße (heute UdK Berlin) und findet Aufnahme bei Käthe Kollwitz in der Ateliergemeinschaft Klosterstraße.

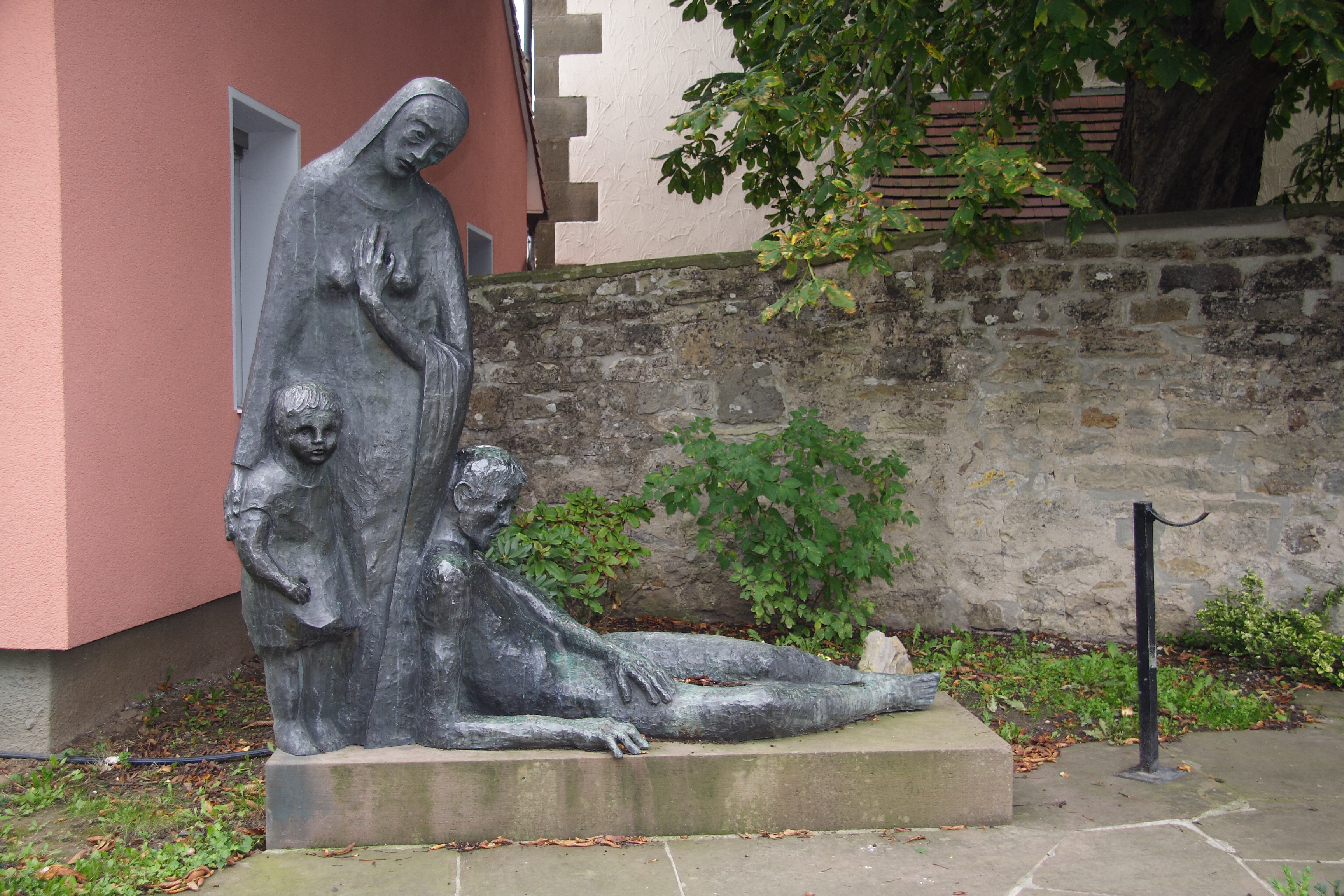
Ehrenmal für die Gefallenen und Vermissten beider Weltkriege in Illingen, 1963.

Im Februar 1941 wird Wilhelm Hager zum Kriegsdienst eingezogen, 1942 auf die Krim verlegt und im November 1943 bei Charkow in der Ukraine schwer verwundet. Noch rekonvaleszent wird Hager in die Etappe zum Soldatensender Mailand versetzt. Nach Verschlechterung seines Gesundheitszustands wird er ins Reservelazarett in Arco (Trentino) eingeliefert. Weihnachten 1944 kommt er ins Entlassungslager nach Illingen, wo er seine spätere Frau Irmgard Kilian kennenlernt. Im Januar 1945 wird Hager aus der Wehrmacht entlassen. Am 25. Februar stirbt seine Mutter und am 19. April wird sein Elternhaus in Karlsbad bei einem Bombenangriff vernichtet.
Im Juli 1945 verlässt Hager seine Heimatstadt Karlsbad und findet in Bamberg Unterkunft und Freunde. Er wird Gründungsmitglied der am 10. Oktober lizenzierten Freien Künstlerunion Bamberg, nimmt an ersten Kunstausstellungen teil und ist am Aufbau einer Theatergruppe beteiligt.
Im September 1946 heiratet er Irmgard Kilian und wird in Illingen ansässig, wo er fortan als freischaffender Maler und Bildhauer tätig ist. Zunächst beschränken sich seine Erfolge auf Verkäufe in der Schweiz, wo er den einflussreichen Kunsthändler Max G. Bollag als Freund und Förderer gewinnt. Mit dem 1951 erstmals ausgeschriebenen "Württembergischen Kunstpreis der Jugend" erhält Hager die erste Anerkennung in der neuen Heimat, 1980 den Kulturpreis für bildende Kunst der sudetendeutschen Landsmannschaft und 1981 für herausragende Künstlerische Leistungen die Plakette des Heimatverbands der Karlsbader, Wiesbaden. 1997 wird ihm durch die Fachhochschule für Porzellangestaltung in Karlovy Vary (Karlsbad), Tschechien die Ehrenprofessur verliehen.

## Werk

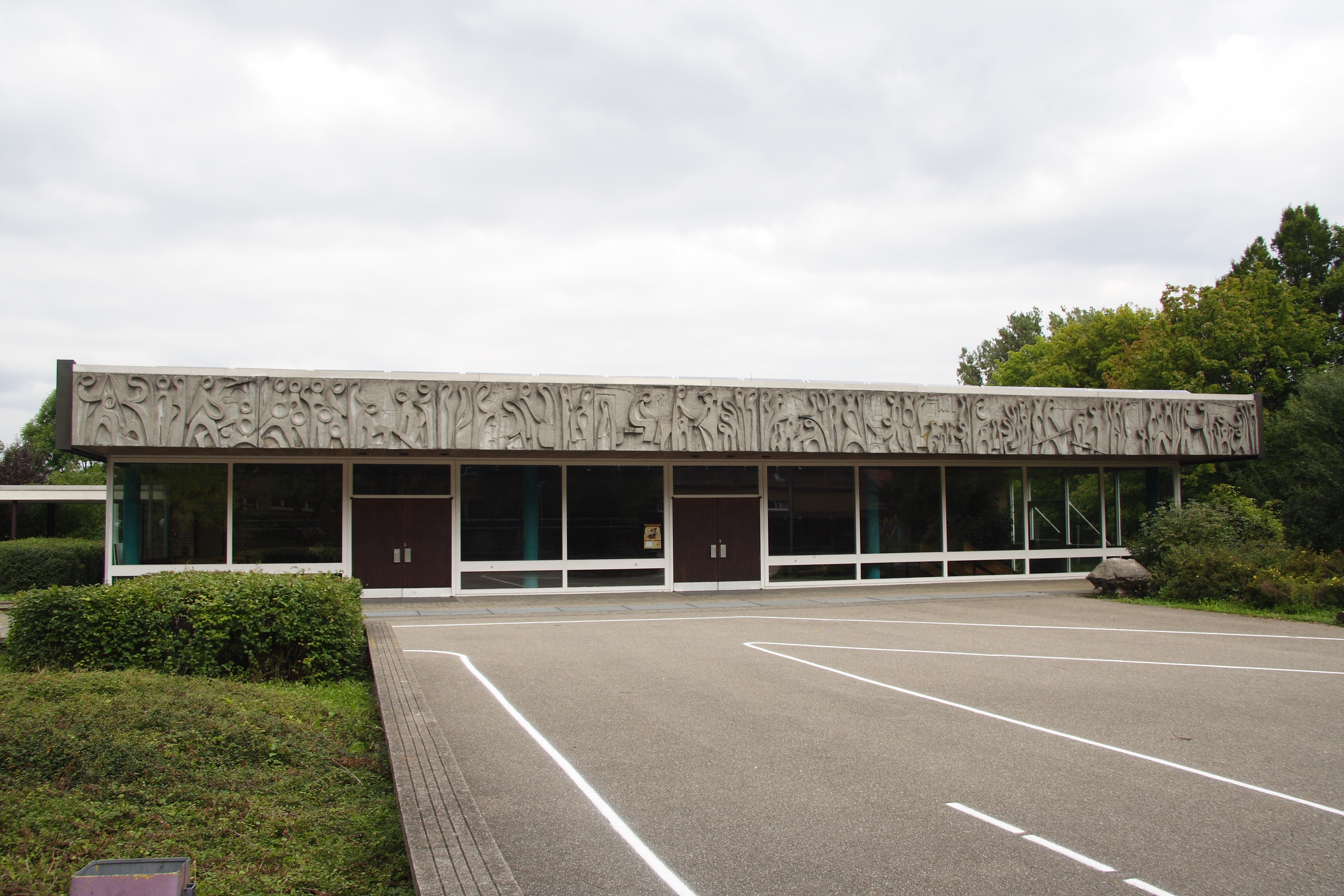
Stromberghalle in Illingen mit dem Betonfries „Motive aus der Geschichte Illingens“ von Wilhelm Hager, 1966.

„Als Bildhauer steht Hager stilistisch in der Nachfolge der psychologisch durchdrungenen, ohne Naturalismen gebildeten Formensprache in der Plastik der 1920er Jahre und vertritt die an diese Tradition anknüpfende Praxis der 1950er Jahre.“ (V. Frank AKL)
Ein Hauptarbeitsfeld ist das Künstler- und Politikerporträt, wobei die Porträtbüsten von Thomas Mann (1953 Erlenbach am Zürichsee), Hermann Hesse (1953 Montagnola, Casa Rossa) und Theodor Heuss (1958 Bonn) wichtige Marksteine in Hagers Wirken darstellen. Ende der 1960er Jahre entwickelt Hager eine völlig neue Technik, indem er mit Lötkolben bearbeitete Styroporskulpturen in Alusilguss zur Ausführung bringt. Diese Technik erlaubt eine freie impulsive Arbeitsweise und ermöglicht die Schöpfung filigraner abstrakter Formen.
Als Maler bleibt Hager – nach stilistischen Experimenten der Nachkriegszeit – vielseitig. Trotz seiner Neigung zur Gegenständlichkeit (Landschaften) ist sein malerisches Hauptwerk (Lackbilder, Aquarelle und extrem pastose Ölbilder der 1960er Jahre) dem Informel zuzurechnen.
Arbeiten befinden sich in der Städtischen Galerie Stuttgart, in der Staatsgalerie Stuttgart, im Schillermuseum Marbach, in öffentlichen Sammlungen der Städte Bamberg, Friedrichshafen, Heilbronn, München und Regensburg sowie in vielen Privatsammlungen.

### Porträtbüsten (Auswahl)
- Fritz Fitzthum, 1950.
- Thomas Mann, 1953.
- Hermann Hesse, 1953.
- Stefan Andres, 1955.
- Theodor Heuss, 1955, aufgestellt in der Württembergischen Landesbibliothek Stuttgart
- Irma Nesch, 1956.
- Richard Duschek, 1960.
- Ibrahim Kodra 1962.
- Kurt Weinhold, 1964.
- Fritz Ulrich, 1968.
- Josef Stingl, 1979.
- Richard Fleissner, 1983.
- Gertrud Fussenegger.
- Birgit Keil.

### Öffentliche Aufträge, Kunst am Bau (Auswahl)
- Gefallenendenkmal, Bronze, 1960, Marbach am Neckar.
- Ikarus, Bronze, 1963, Mühlacker, Mörike-Schule.
- Ehrenmal für die Gefallenen und Vermissten beider Weltkriege, Bronze, 1963, Illingen.
- Gedränge, Bronze, 1964, Regensburg, Kunstforum Ostdeutsche Galerie.
- Motive aus der Geschichte Illingens, Betonfries, 1966, Illingen, Stromberghalle.
- Neckarlauf, Lack auf Hartfaser, 1970, Ludwigsburg, Grundschule Hoheneck.
- Ost-West-Dialog, 1970, Stuttgart, Ministerium für Kultus, Jugend und Sport – Regierungspräsidium.
- Rübezahlbrunnen, Granit, 1979, Neuhof an der Zenn.
- Vertriebenendenkmal, Marmor, 1985, Asperg.

### Ausstellungen (Auswahl)
- 1946 Ausstellung der Freien Bamberger Künstlerunion, Bamberg.
- 1947 Galerie Paul Swiridoff, Ludwigsburg.
- 1959 „44 Bilder ohne Titel“, Galerie Vincianca, Mailand, anschließend in Rom, Florenz, Venedig, Turin, Cannes,  Paris, London und New York.
- 1964 Stadtmuseum, Wiesbaden.
- 1967 Galerie Valentien, Stuttgart.
- 1973 Haus der ostdeutschen Heimat, Berlin.
- 1974 Städtische Museen, Regensburg.
- 1976 Ratsaal, Pforzheim.
- 1990 Galerie der Künstlergilde Esslingen, Esslingen am Neckar.
- 1998 Galerie Gerling, Bettingen.
- 2001 Galerie der der Künstlergilde Buslat, Schloß Bauschlott, Neulingen.
- 2007 Gedächtnisausstellung „Werk und Beiwerk“, Illingen, Historische Kelter.

## Belege
- Wilhelm Hager Archiv, Mozartstr. 25, 75428 Illingen

| Personendaten    | Personendaten                      |
| ---------------- | ---------------------------------- |
| NAME             | Hager, Wilhelm                     |
| KURZBESCHREIBUNG | deutscher Bildhauer und Kunstmaler |
| GEBURTSDATUM     | 26. Mai 1921                       |
| GEBURTSORT       | Karlsbad                           |
| STERBEDATUM      | 14. Oktober 2006                   |
| STERBEORT        | Illingen                           |